# Atlas V (bateau)
Pour les articles homonymes, voir Atlas V et Atlas.

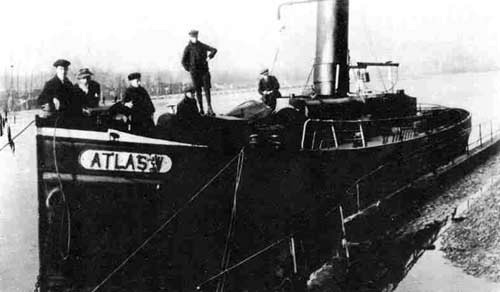
L’Atlas V à Eisden

L’Atlas V (Atlas Cinq) était le nom d’un remorqueur qui fut blindé par des résistants commandés par le capitaine Jules Hentjens pendant la Première Guerre mondiale. Dans la nuit du 3 au 4 janvier 1917, le bateau appareilla avec 107 personnes de Liège, en Belgique occupée, força les barrages des troupes allemandes sur la Meuse et put rejoindre 30 kilomètres plus loin vers l’aval les environs de Maastricht, aux Pays-Bas neutres. 

## Le contexte

Carte des défenses militaires de Liège au cours des deux guerres mondiales. L’Atlas V partit de Liège vers Maastricht au nord, à une trentaine de kilomètres.

La Belgique avait été envahie en août 1914 par les troupes allemandes, et Liège pris à la suite de la mise hors combat de la ceinture fortifiée de Liège. Seul le nord-ouest du pays, au front de l’Yser, était encore en possession du gouvernement belge, et sous commandement du Roi Albert Ier.
De nombreux Belges cherchèrent à rejoindre l’armée belge encore active. Pour les Liégeois, cette fuite se fit le plus souvent par Maastricht, aux Pays-Bas non impliqués dans la guerre. La ville se trouvait éloignée de 30 kilomètres, la frontière néerlandaise elle-même de seulement 15 kilomètres.

## Préparation
- Longueur : 23,5 mètres
- Largeur : 5,5 mètres
- Hauteur de soute : 3,5 mètres
- Force motrice : 35 hp

L’entreprise fut inspirée par une expédition similaire ayant permis un mois plus tôt la fuite de 42 personnes à bord de l’Anna le 5 décembre 1916.
Le pilote était l'alsacien Joseph Zilliox, soldat incorporé d'office dans l'armée allemande qui sera fusillé en 1917 pour trahison et désertion. Le barrage sur la Meuse fut renforcé peu après.
En 2016 le nom de Joseph Zilliox fut donné au port de Visé.

## L’expédition
L’Atlas V appareilla vers minuit au départ de Coronmeuse, sur la rive gauche au nord de la ville. Piloté par Charles Balbour, cantonnier aux ponts et chaussées de Dinant ,Il se laissa porter par le courant, passant sans encombre les localités peuplées de Herstal et Jupille. Le bateau ne fut découvert qu’à son passage à hauteur d’Argenteau / Hermalle-sous-Argenteau, et poursuivi par un auto-canot. Ce dernier sombra dans son sillage. L’Atlas V fut alors lancé à 45 km/h, et essuya un feu nourri tout le long du parcours, éclairé par de puissants projecteurs. Plus loin, le remorqueur éventra le pont-rails de service en aval de Visé, puis arracha la chaîne et les fils électrifiés qui barraient le fleuve. Il coula un ponton armé de mitrailleuses et échappa à une intense fusillade. Il aborda la rive droite de la Meuse à Eijsden aux Pays-Bas (en face de Lanaye) vers une heure du matin, au son de La Brabançonne et drapeau belge au vent.
Le bateau fut récupéré par son propriétaire les armateurs Gilman Frères et rapatrié à Liège 4 jours plus tard.
La famille de Jules Hentjens, suspectée de complicité dans l’évasion, fut arrêtée et condamnée à de lourdes peines de prison.
Jules Hentjens, entré dans la résistance, les retrouvera à la fin de la guerre.

## Mémoire
- La cloche du bateau existe toujours,offerte par les armateurs Gilman,elle se trouve sur le site religieux de Banneux.
- Le bateau a donné son nom à l'un des ponts de Liège, au nord de la ville, à proximité du lieu d'embarquement du 3 janvier 1917 : le pont Atlas.
- L'épopée fut l'objet de nombreux récits. Deux films lui furent consacrés, en 1925 (muet), et Passeurs d'hommes en 1937 de René Jayet. Leur production et leur distribution restèrent essentiellement locales.
- Un mémorial sur le pont rappelle le fait.
- Le drapeau de l'Atlas V fut déposé, en 1964, au Musée de l'Armée par Le lieutenant (devenu général major) Hervé Doyen mort en 1967 qui l'avait acheté.
- Un des bateaux de la flotte de la Navette Fluviale est baptisé Atlas V